# Ernest Van De Wiele
Ernest Maurits Van De Wiele (Astene, 31 december 1920 – Gent, 17 maart 1980) was een Belgisch gemeentesecretaris en politicus voor de lokale partij Opbouwende Krachten (OK) en vervolgens de CVP.

## Levensloop
Van De Wiele was gemeentesecretaris van Petegem-aan-de-Leie en de schoonzoon van Adolf Haerens, burgemeester van deze gemeente van 1936 tot 1969. 
Van De Wiele werd politiek actief in de aanloop naar de fusie van 1971 (waarbij Petegem-aan-de-Leie, Zeveren en Astene bij Deinze werden gevoegd). Met zijn kieslijst 'Opbouwende Krachten' verenigde hij verschillende politieke strekkingen uit de verschillende (toekomstige) deelgemeenten van Deinze. OK won de stembusslag van 1970 en behaalde daarbij 10 van de 19 zetels in de gemeenteraad. Vervolgens werd hij aangesteld als burgemeester. Hij volgde in deze hoedanigheid Carlos Maere op.
Bij de verkiezingen van 1976 was hij lijsttrekker van de CVP-kieslijst. Deze partij behaalde een ruime meerderheid van 19 op 27 zetels. Van De Wiele behaalde hierbij een persoonlijk record van 5.928 voorkeurstemmen. Deze bestuursperiode (1977) vatte met een tweede fusie aan: waarbij Bachte-Maria-Leerne, Gottem, Grammene, Meigem, Sint-Martens-Leerne, Vinkt en Wontergem bij Deinze werden gevoegd. Na zijn overlijden werd hij opgevolgd als burgemeester door partijgenoot Roger Boerjan.
De thuisbasis van voetbalclub KMSK Deinze draagt zijn naam: het "Burgemeester Van de Wiele Stadion".